# ヨハン・エルンスト (ザクセン＝コーブルク＝ザールフェルト公)

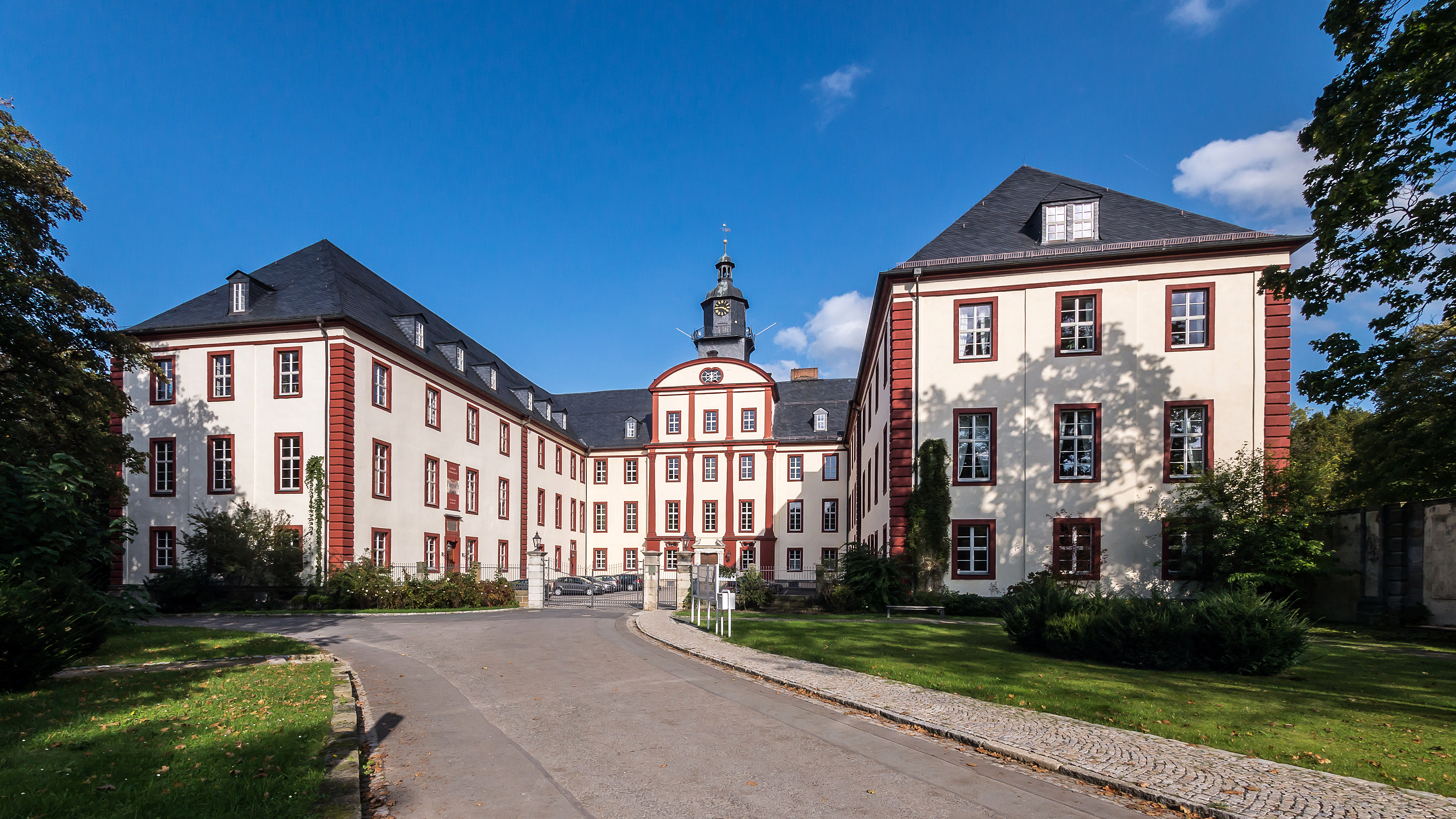
ザールフェルト城

ヨハン・エルンスト（ドイツ語：Johann Ernst, 1658年8月22日 - 1729年12月17日）は、ザクセン＝コーブルク＝ザールフェルト公（在位：1680年 - 1729年）。

## 生涯
ヨハン・エルンストはザクセン＝ゴータ＝アルテンブルク公エルンスト1世とエリーザベト・ゾフィア・フォン・ザクセン＝アルテンブルクの息子である。末息子であったため、グランドツアーに行くことはできなかった。他の兄らと同様に、長子相続を嫌う父により将来の君主として育てられた。1677年、オランダにおいて対フランス戦役に参加した。
1675年に父が亡くなった後、ヨハン・エルンストは遺言に従い6人の兄と共にザクセン＝ゴータ＝アルテンブルク公領を相続した。1676年、他の兄らはゴータのフリーデンシュタイン城を離れ、それぞれ収入源として与えられた領地に移っていった。しかしヨハン・エルンストだけは、後見人である長兄のフリードリヒと共にゴータに残った。
1680年に兄弟は領地を分割し、ヨハン・エルンストは、ザールフェルトの町と支配権、グレーフェンタール、プロブスツェッラ、レーエステン、後にペスネックの町を受け取り、長兄フリードリヒが支払う年金を受け取る権利も与えられた。ヨハン・エルンストはザクセン＝ザールフェルト公としてザールフェルトに移り、兄アルブレヒトがかつてベネディクト会修道院があった地に建設を始めたザールフェルト宮殿を完成させ、そこに居を構えた。
末息子として、分け与えられた領地は最小であった。ヨハン・エルンストと兄エルンストは、領地の分配に関してかなり不公平な立場にあると考えたため（長兄フリードリヒの収入はヨハン・エルンストの収入の7倍を上回っていた）、両者とも抗議を行った。兄弟間の対立は何年も続き、兄のアルブレヒト・フォン・ザクセン＝コーブルク、ハインリヒ・フォン・ザクセン＝レームヒルトおよびクリスティアン・フォン・ザクセン＝アイゼンベルクが嗣子なく死去したことで対立はさらに悪化した。「コーブルク・アイゼンベルク・レームヒルトの相続争い」は、ヨハン・エルンストの死から6年後の1735年に、皇帝と親族による仲裁と介入が繰り返し行われた後にようやく終結した。とりわけ、ヨハン・エルンストは同じくザクセン＝コーブルクの領有権を主張した兄のベルンハルトに対して自身の権利を主張しなければならなかった。
ヨハン・エルンストは兄達よりも浪費家ではないと考えられていた。ヨハン・エルンストは鉱業を推進し、造幣局を創設した。
1719年、アウグストゥス強王は自身とその息子が不在の間、ヨハン・エルンストにザクセン選帝侯領の執政の地位を与えようとしたが、ヨハン・エルンストは辞退した。1729年にヨハン・エルンストはエルネスティン家の家長として死去した。

## 結婚と子女
ヨハン・エルンストは2度結婚した。1680年2月18日にメルゼブルクにおいて、ザクセン＝メルゼブルク公クリスティアン1世の娘ゾフィー・ヘートヴィヒ（1660年 - 1686年）と結婚し、以下の子女をもうけた。
- クリスティアーネ・ゾフィー（1681年 - 1697年）
- クリスティアン・エルンスト（1683年 - 1745年） - ザクセン＝コーブルク＝ザールフェルト公
- シャルロッテ・ヴィルヘルミネ（1685年 - 1767年） - 1705年にハーナウ＝ミュンツェンベルク伯フィリップ・ラインハルトと結婚

1690年12月2日にマーストリヒトにおいて、ヴァルデック＝ヴィルドゥンゲン伯ヨシアスの娘シャルロッテ・ヨハンナ（1664年 - 1699年）と結婚し、以下の子女をもうけた。
- ヴィルヘルム・フリードリヒ（1691年 - 1720年）
- カール・エルンスト（1692年 - 1720年）
- ゾフィー・ヴィエルヘルミネ（1693年 - 1727年） - 1720年にシュヴァルツブルク＝ルドルシュタット侯フリ－ドリヒ・アントン（1692年 - 1744年）と結婚
- ヘンリエッテ・アルベルティーネ（1694年 - 1695年）
- ルイーズ・エミーリエ（1695年 - 1713年）
- フランツ・ヨシアス（1697年 - 1764年） - ザクセン＝コーブルク＝ザールフェルト公
- ヘンリエッテ・アルベルティーネ（1698年 - 1728年）